# Cultura do remix
Cultura do remix é um termo criado da Teoria da Comunicação o que representa uma sociedade acostumada a compartilhar, transformar e editar obras previamente conhecidas e protegidas por direitos autorais. A prática não é só presente na música, mas também na produção audiovisual e literária, utilizando da popularização dos recursos de produção de conteúdo e da facilidade de divulgá-los através das plataformas na internet.
O livro "Remix" de Lawrence Lessig, publicado em 2008, descreve o processo como uma evolução em relação à cultura do "read only", em que um pequeno grupo de produtores (gravadoras, estúdios, emissoras, etc) é responsável pelo consumo da massa, ou seja, uma evolução da cultura de massa. O mundo do remix tem como principal diferença a diminuição ou a ausência da permissão do autor original para consumir e modificar o produto cultural.

## O que é o remix
A expressão vem da música, com o trabalho dos DJs, que usam pedaços de músicas diferentes para criar novas. Esse tipo de trabalho começou a ser feito nos anos 70, quando tornou-se possível fazer pós-produção nas canções, ou seja, mexer nelas depois de gravadas.
A cultura do remix está diretamente relacionada à cibercultura que, entre outros fenômenos, cria mundos virtuais que "podem eventualmente ser enriquecidos e percorridos coletivamente. Tornam-se, nesse caso, um lugar de encontro e um meio de comunicação entre seus participantes", como diz Pierre Lévy no livro "Cibercultura".
Assim como Lessig, Lévy divide o mundo virtual entre o limitado e editado de forma fechada, como um CD-ROM e outro acessível por uma rede infinitamente aberta à interação, à transformação e à conexão com outros mundos virtuais, ou seja, tudo que está online. Trata-se de um "depósito de mensagens, contexto dinâmico acessível a todos e memória comunitária coletiva alimentada em tempo real", detalha Lévy.

## As obras remixadas
A cultura de fragmentar, recombinar e transformar se estendeu a todas as partes da sociedade. Quando um estilista tem sua roupa copiada por uma loja em outro país, um fã de Harry Potter escreve uma história baseada na obra de J.K. Rowling, e alguém faz uma paródia de um filme sobre Hitler, substituindo o texto original por vários outros de deboche, o método do remix se consolida como uma maneira da sociedade homenagear, criticar e se expressar diante da indústria cultural tradicional. Um caso famoso é o dos fãs de Star Wars que fizeram um filme chamado "Revelations", de baixo orçamento, baseado na história criada por George Lucas. Curiosamente, o filme amador foi o mais "baixado" em 2005, ao invés do último Star Wars.

### Fan fiction
As fan-fictions são uma das expressões mais bem-sucedidas da cultura do remix. Elas nasceram da necessidade de leitores e espectadores em preencher expectativas em relação a livros, séries de TV e filmes. Com a popularização da internet, dos blogs, das comunidades e das redes sociais, qualquer pessoas do mundo pode "mudar" o rumo de suas histórias preferidas e "inventar" cenas e diálogos que não aconteceram na obra original.

### Grafite
O grafite éum exemplo da cultura do remix nas artes plásticas, por permitir que os artistas consigam interagir com o ambiente ao redor, pintando os muros públicos das cidades com spray. Os desenhos do grafite também costumam misturar cores, referências e diversos temas em apenas uma obra.

### Software
- Software livre e de código aberto
- Fangames são videogames feitos por fãs com base em um ou mais jogos pre-estabelecidos, muitas vezes agindo como sequela quando nao existe nenhuma sequela oficial.[5] dōjin soft é a variante japonesa específica, e homebrew tipicamente para consoles.

- Modification é é a adaptação criativa de um jogo liberado.[6] Na década de 2000 a indústria de videogames percebeu o potencial e deu suporte a criadores de mods com kits de modding.

### RPG de mesa
Open games são jogos de RPG de mesa liberados por licenças que permitem que se possam fazer cópias ou criar obras derivadas de um jogo.

### Sampler

Símbolo da licença Sampling, uma licença extinta do Creative Commons

É um recurso musical de usar uma pequena parte da música de outro autor em outra canção, mas geralmente é feita com permissão de direitos autorais. 
O sampler é muito popular na cultura hip-hop e na música eletrônica, Grandmaster Flash e Afrika Bambaataa foram alguns dos primeiros artistas de hip-hop para empregar a prática de sampler.
Por exemplo, a can "Talk", da banda inglesa Coldplay contém um trecho de "Computer Love", dos alemães do Kraftwerk.
A Creative Commons possuía duas licença para samples, mas elas foram consideradas incompatíveis, por não permitirem compartilhamento e uso comercial. 

### Wikipédia
Na área do conhecimento, a Wikipédia é um exemplo da cultura do remix, por juntar contribuições de diversos autores no mundo todo, cujos artigos são baseados em livros, hiperlinks e enciclopédias do mundo todo.

## Compartilhamento de arquivos
Para utilizar uma música conhecida em um vídeo pessoal e postá-lo no YouTube, é obrigatório por lei pedir autorização ao compositor, intérprete, gravadora, produtor e qualquer outro que tenha direitos sobre a canção. No entanto, o surgimento do Napster mudou radicalmente o panorama da indústria fonográfica, disponibilizando arquivos musicais gratuitamente na rede. Apesar das batalhas legais que ainda se sucedem, a prática de baixar músicas é comum na cultura do remix.
Isso é consequência da digitalização de arquivos, um aspecto fundamental da cibercultura, como explica Lévy. A reunião de textos (escritos, imagens, áudios) em um único hipertexto é a tendência que a internet propõe, sendo uma espécie de museu em eterna mutação. Dessa maneira, as obras do mundo virtual são "obras-fluxo", "obras-processo" ou "obras acontecimento" que não se adequam a um armazenamento de museu, ainda considerado o tempo supremo da arte.

## Questionamento da propriedade intelectual
Uma das razões para a regulamentação dos direitos autorais da lei é que os criadores recebam retorno financeiro pelo que investiram na produção do conteúdo. No entanto, com a popularização das câmeras, da banda larga e dos equipamentos de edição, os custos são cada vez mais baixos. Por isso, muitos teóricos defendem a descriminalização do compartilhamento livre de arquivos digitais.

Símbolo para indicar o remix, proposto pela Creative Commons e derivado de FreeCulture.org.

### Creative Commons
Organização criada para que autores permitam que suas obras sejam compartilhadas e reutilizadas da maneira que eles desejarem.